# Kastell Esztergom

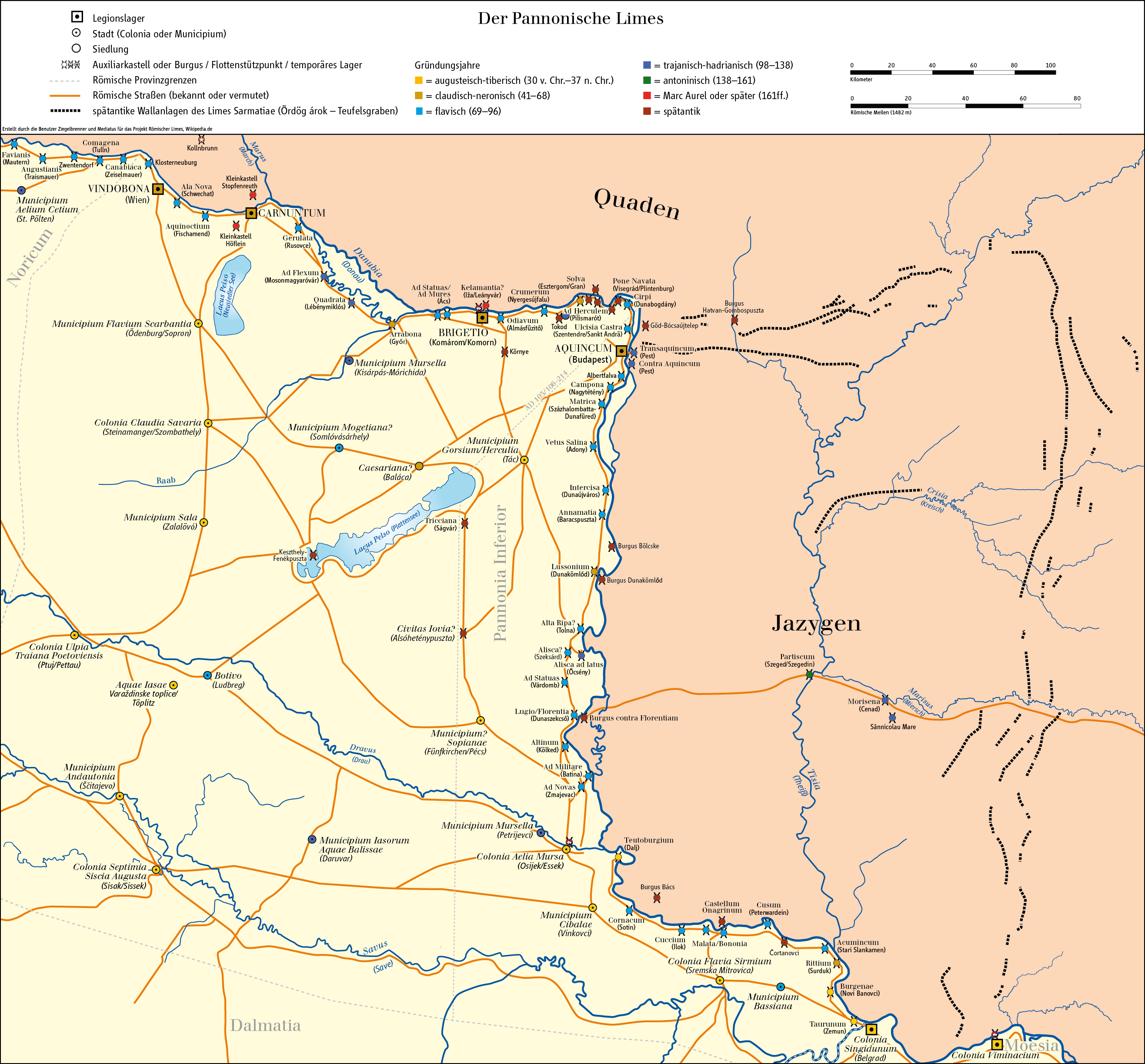
Die Lage von Solva am oberpannonischen Donaulimes.

Das Kastell Esztergom, lateinisch Solva, war ein römisches Militärlager, dessen Besatzung für Sicherungs- und Überwachungsaufgaben am pannonischen Donaulimes zuständig war. Der Strom bildete in weiten Abschnitten die römische Reichsgrenze. Die auf einem Ausläufer des Pilisgebirges über der Donau entdeckten Reste des Kastells liegen heute im Bereich der nordungarischen Stadt Esztergom (Gran).

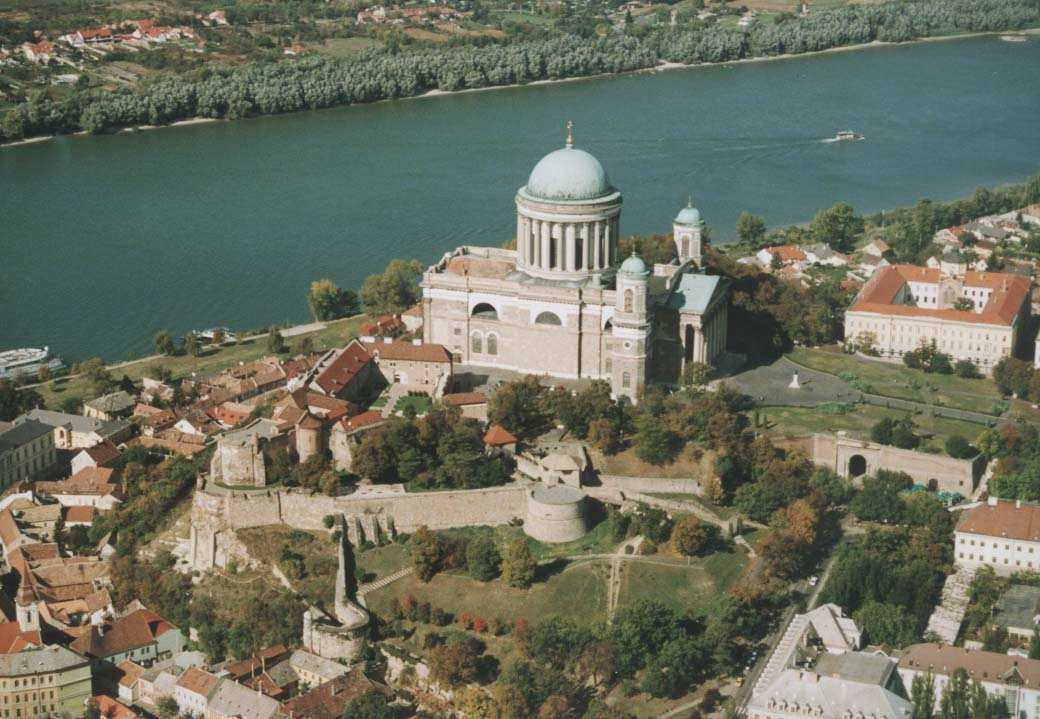
Luftbild des Burgberges, auf dem in römischer Zeit das Kastell stand.

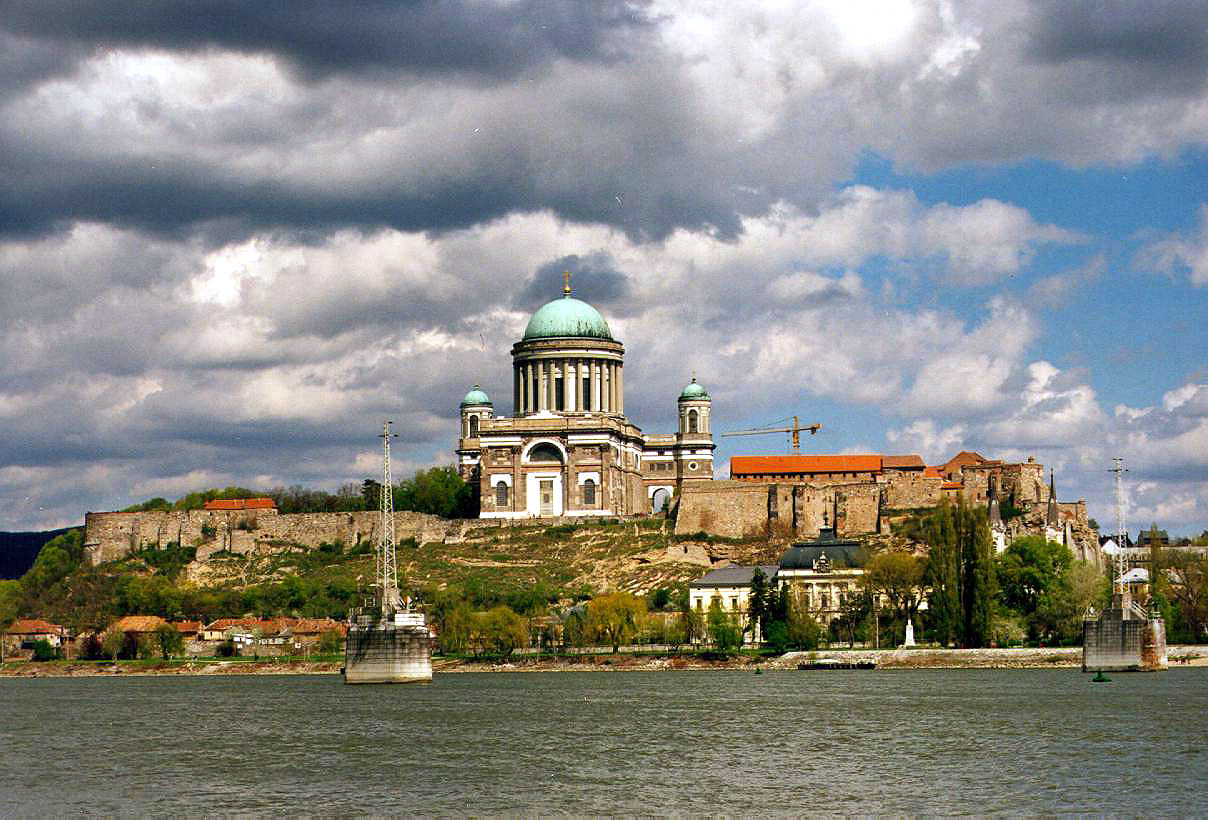
Blick vom gegenüberliegenden Donauufer auf den Burgberg.

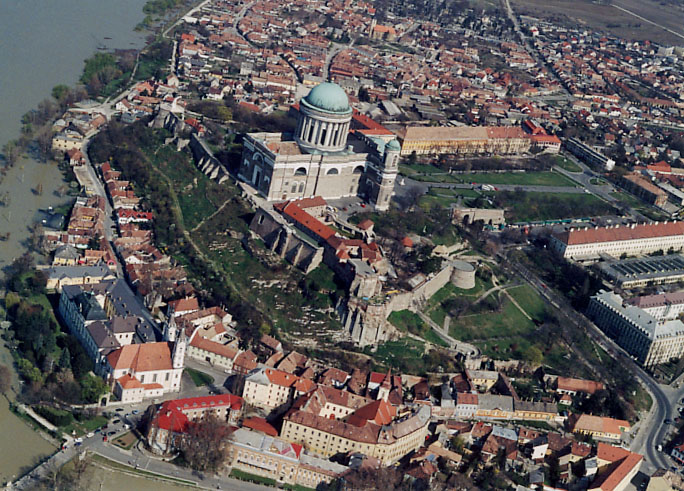
Blick auf die Wasserstadt zwischen Burgberg und Donau.

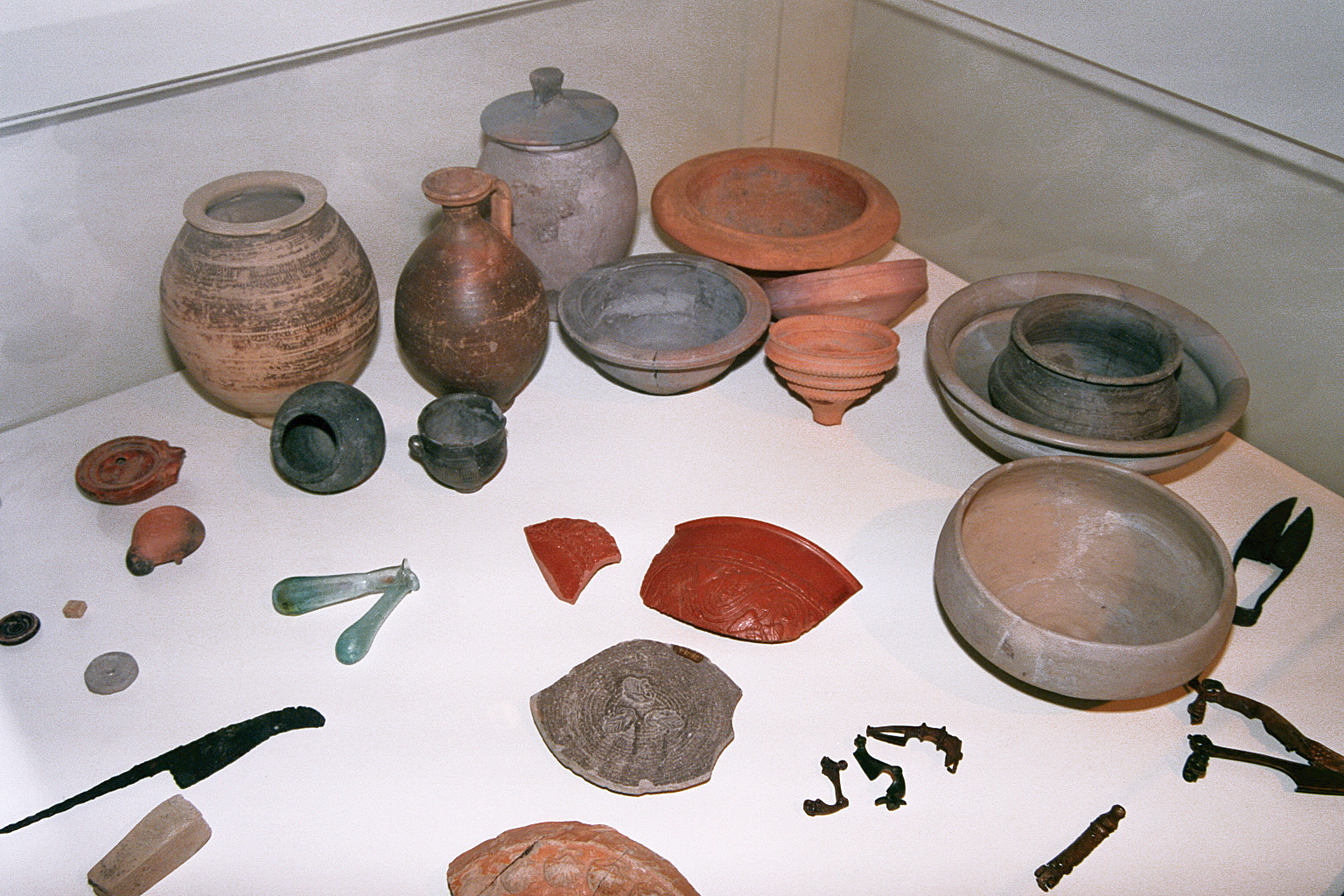
Römische Funde aus dem antiken Solva und seiner Umgebung.

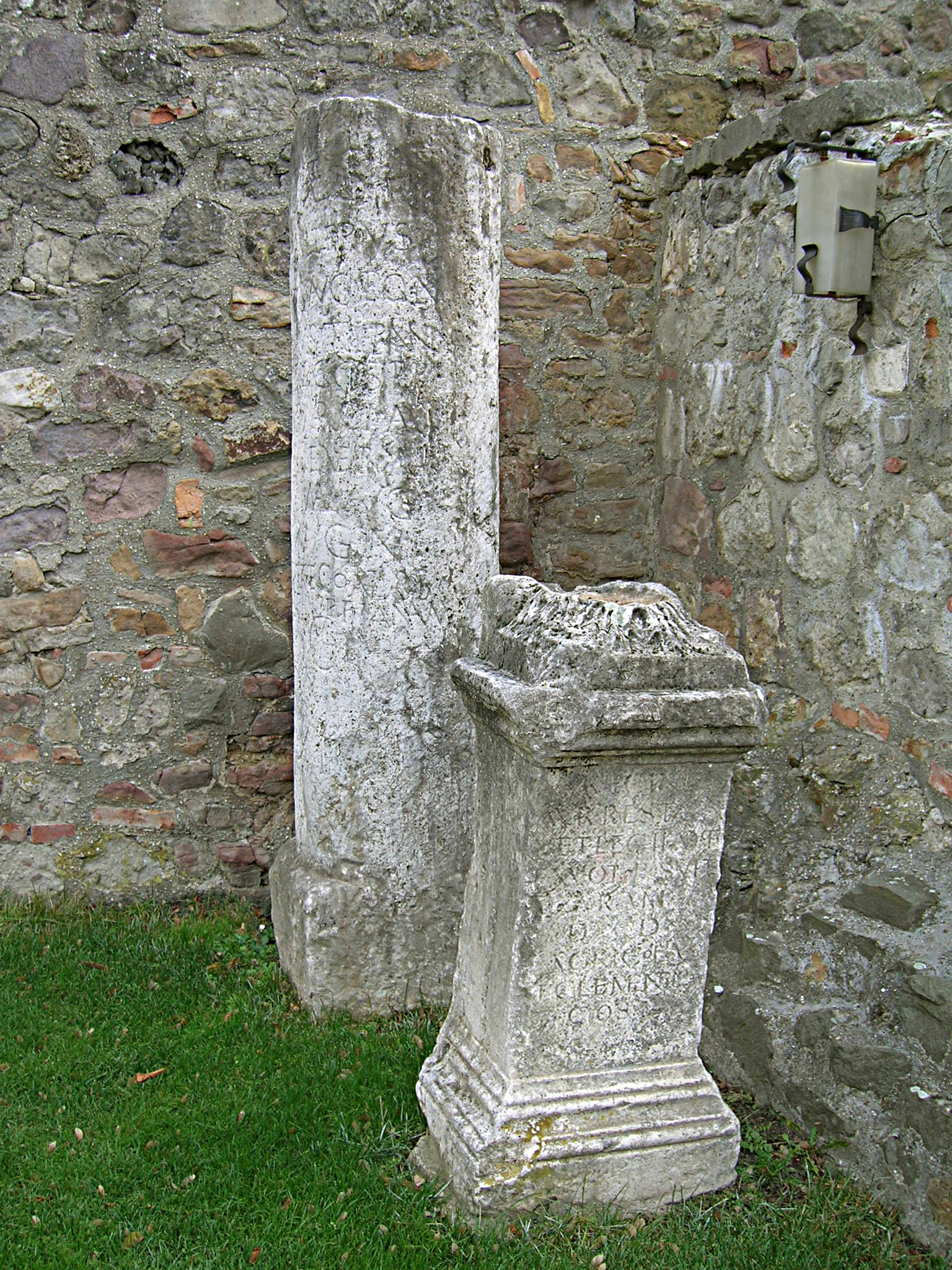
Meilenstein und Weihealtar im Balassa-Bálint-Museum. Der im Jahr 230 n. Chr. (Konsulardatierung) entstandene Alter des Legionsveteranen Aurelius Respectus stammt möglicherweise aus Aquincum oder Pilisvörösvár.

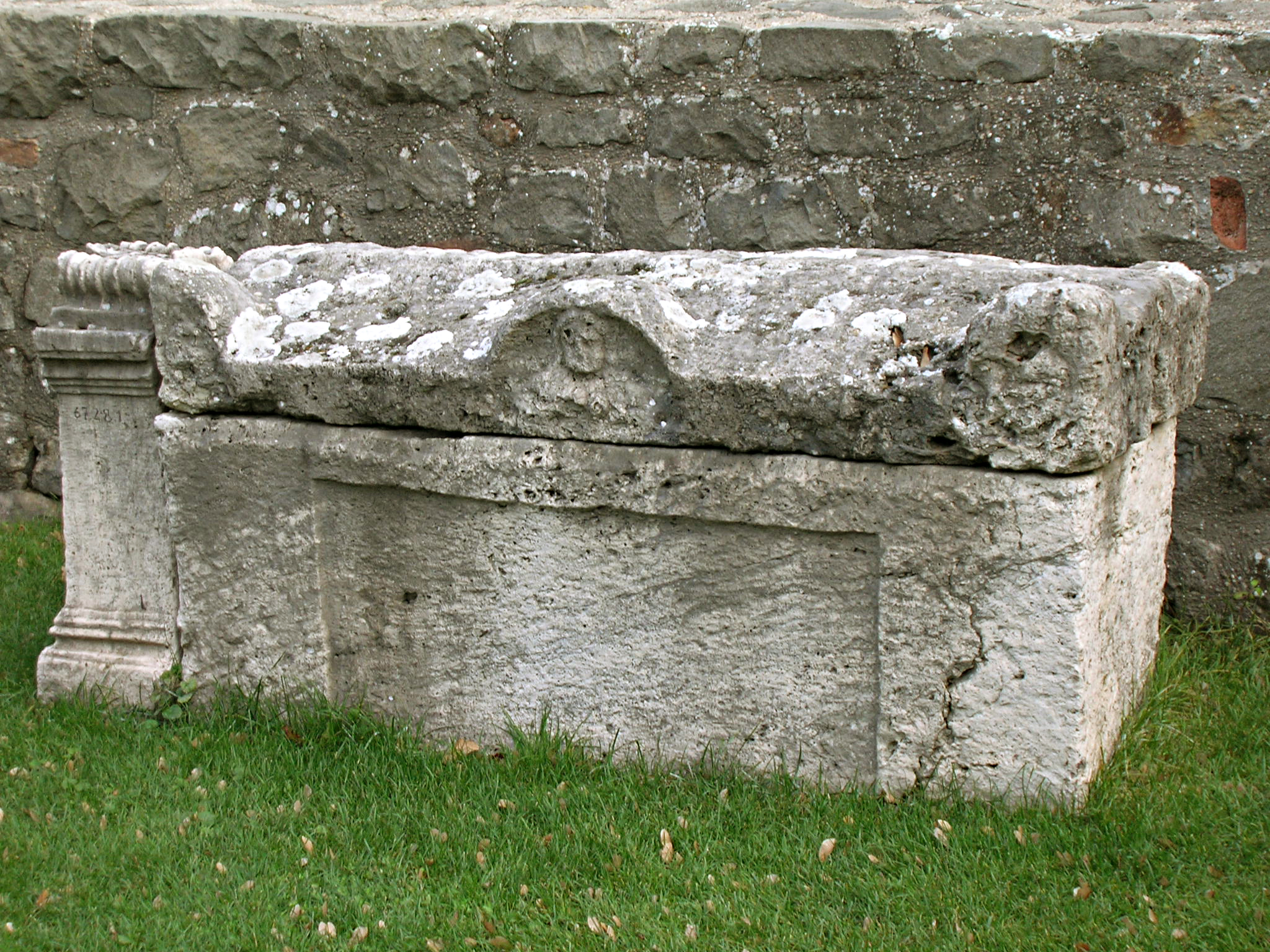
Römischer Altar und Sarkophag im Balassa-Bálint-Museum.

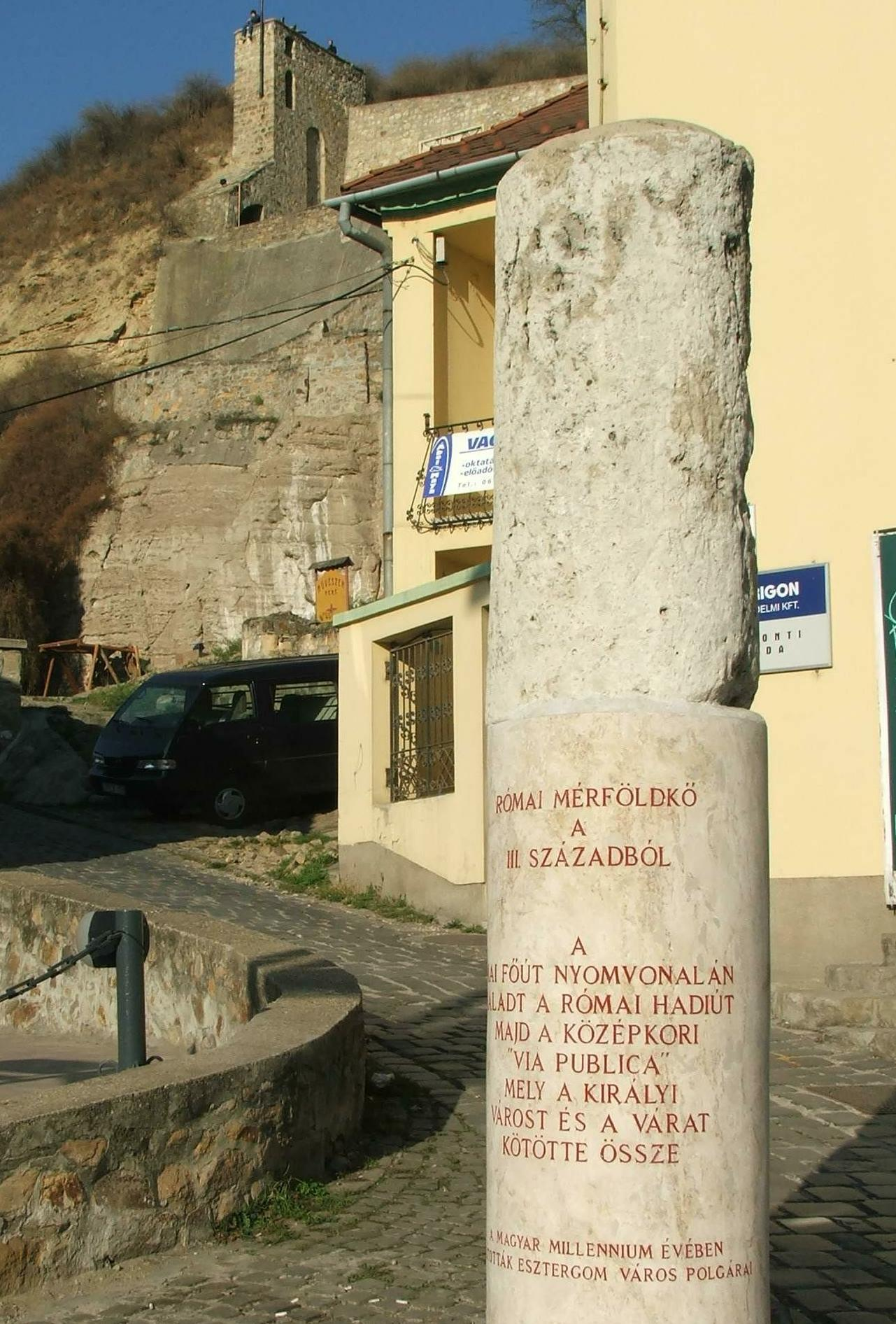
Modern ergänzter Rest eines römischen Meilensteins südöstlich des Burgberges an der Bajcsy-Zsilinszky út.

## Lage
Die Befestigung wurde direkt am Donauufer auf einem freistehenden, ovalen Felsplateau errichtet. Geologisch gehörte die rund 150 Meter hohe Erhebung zu einem nordwestlichen Ausläufer des Pilisgebirges. Die exponierte Lage erlaubte der Besatzung einen vollständigen Rundumblick. Von hier aus konnte die östlich, in einer Senke zwischen dem Kastellberg und dem ansteigenden Gebirge verlaufende Heeres- und Handelsstraße schon aus großer Entfernung eingesehen werden. Auch die von Südwesten kommende Donau, die in einem weit nach Nordwesten ausgreifenden Bogen am einstigen Kastellplatz vorbeifließt, sowie das gegenüberliegende, im Barbaricum gelegene Ufer des Flusses, das im Westen sehr flach ausläuft, konnte von diesem Punkt aus gut kontrolliert werden. Insbesondere die in diesem Bereich an das römische Reich angrenzenden Gebiete der als potentielle Gegner betrachteten germanischen Quaden sollten unter Beobachtung gehalten werden. Mit Hilfe der entlang der Donau errichteten Wachturmkette war darüber hinaus eine rasche Kommunikation mit den anderen Wehranlagen entlang der Grenze gewährleistet.

## Forschungsgeschichte
Aufgrund der guten Verteidigungsmöglichkeiten war der spätere Burgberg schon seit frühester Zeiten von Menschen besiedelt worden. Beim Bau der heute das Plateau beherrschenden erzbischöflichen Basilika – 1820 – wurde bedauerlicherweise auf vorherige Ausgrabungen verzichtet. Die Forschungen des 20. Jahrhunderts – die ab den 1930er Jahren einsetzten – mussten sich daher aufgrund der nachrömischen, großflächigen Bauentwicklungen auf kleine Sondagen beschränken. Besonders die Forschungen des Archäologen Sándor Soproni (1926–1995) erbrachten wertvolle Erkenntnisse über die Baugeschichte dieses Kastells. Archäologische Grabungen fanden in den Jahren 1934 bis 1938, 1961 bis 1962 und 1981 bis 1999 statt.
Eines der umstrittensten Kapitel in der ungarischen Limesforschung stellte die Suche nach der Örtlichkeit der Solva mansio da, die in drei antiken Quellen genannt wird, im Itinerarium Antonini, bei Claudius Ptolemäus und in der Notitia Dignitatum. Anhand der Analysen dieser Quellen konnte Esztergom mit ziemlicher Sicherheit als das römische Solva identifiziert werden.

## Baugeschichte
Für ein frühes Holz-Erde-Kastell, das für diesen Platz angenommen werden kann, fehlt jedes archäologisches Zeugnis. Besonders die am Platz gefundene norditalienische und südgallische Terra Sigillata, die istrischen Amphoren sowie Inschriften können bis in die Regierungszeit des Kaisers Claudius (41–54) datiert werden. Nach Soproni setzt die bisher bekannte römische Bautätigkeit unmittelbar über dem Stratum einer zuvor an diesem Platz errichteten La-Téne-D-Siedlung (150 v. Chr.–30/0 v. Chr.) ein und lässt sich dem 2. Jahrhundert zuordnen. Zwischen dieser spätkeltischen Niederlassung und den frühmittelalterlichen Schichten konnten auf einer Länge von 150 Metern römische Bauperioden aus verschiedenen Epochen erkannt werden.
Unter dem ehemaligen Kasernenhof und einem árpádenzeitlichen Horizont wurde größtenteils ein Horreum (Getreidespeicher) freigelegt. Nach der Beseitigung des eingestürzten Ziegeldachs konnte noch eine verbrannte Getreideschicht festgestellt werden, in der eine gut erhaltene Münze aus der Regierungszeit des Kaisers Claudius Gothicus (268–270) geborgen werden konnte. Die Fundamente des Horreums gründeten sich zwar einerseits auf den Mauern der ersten – wohl nur kurzen –
Lagerbauperiode, andererseits störten sie aber mehrfach Gebäudestrukturen der zweiten Periode. Soproni nahm an, dass das Horreum während einer Renovierungsphase unter den Severern (193–235) entstand die wiederum mit den massiven Zerstörungen am Limes während der Markomannenkriege (166–180) in Zusammenhang steht. Den Brand im Speicherbau datierte er aufgrund der Funde in das Jahr 270, als ein quadisch-vandalisch-sarmatischer oder vandalisch-swebisch-sarmatischer Angriff das pannonische Grenzgebiet verheerte. Das Horreum wurde in der Folge nur provisorisch ausgebessert und erhielt ein neues Dach. Abgesehen davon konnten die Ausgräber keine weiteren Veränderungen mehr feststellen. In dieser Form bestand der Bau bis in die konstantinische Epoche.
Aus den nachfolgenden Schichten, 40 bis 45 Zentimeter über Bodenniveau des Speicherbaus konnte eine spätrömische Zerstörungsschicht erfasst werden, die eine Münze aus der Regierungszeit des Kaisers Konstantin (306–337), das Fragment eines Kästchenbeschlages und einen Ziegelstempel mit dem Aufdruck VINCENTIA barg.
Weitere Stempel zeigen die Marken CORTA VICEN(tia), Quadriburgium, Terentius dux und Frigeridus dux. Die zuletzt genannten Persönlichkeiten waren oberkommandierende Befehlshaber der spätantiken pannonischen Provinz Valeria unter Kaiser Valentinian I. (364–375). Damals fanden im Zuge der Grenzstabilisierung weitreichende Baumaßnahmen an Rhein und Donau statt.

## Truppe
| Zeitstellung       | Truppenname                                                    | Bemerkung |
| ------------------ | -------------------------------------------------------------- | --- |
| bis 89 n. Chr.     | Cohors I Augusta Ituraeorum sagittariorum                      | In seiner 2001 vorgestellten pannonischen Truppenliste der Prinzipatszeit nannte der Epigraphiker Barnabás Lőrincz (1951–2012) die anschließend im Kastell Ad Statuas (Várdomb) stationierte „1. Bogenschützen-Kohorte der Ituräer“ am Platz. Während des zweiten Dakerkriegs Trajans wurde die Einheit aus Pannonien abgezogen und dem dakischen Heer angegliedert. |
| ab 118/119 n. Chr. | Cohors I Ulpia Pannoniorum milliaria equitata civium Romanorum | Die „1. teilberittene Doppelkohorte der Pannonier römischen Bürgerrechts“, eine rund 1000 Mann starke Einheit, nahm an den Dakerkriegen Kaiser Trajans teil und erhielt dort als Auszeichnung das römische Bürgerrecht. Im Anschluss daran wurde die Truppe zuerst nach Carnuntum und später nach Esztergom verlegt. Laut einem in Ászár geborgenen Militärdiplom vom 9. Oktober 148 stammte der darin genannte, ehrenvoll aus dem Militärdienst entlassene Soldat aus dem – in der Umgebung von Solva liegenden – Siedlungsgebiet der Azali. Wahrscheinlich errichtete diese Truppe auch das erste Steinkastell. Als Nachweis für die mögliche Anwesenheit dieser Kohorte gelten auch ihre hier geborgenen Ziegelstempel. |
| 4. Jahrhundert     | Equites Mauri, Cuneus equitum Scutariorum                      | In der Spätantike lagen in Solua eine ursprünglich in Nordafrika ausgehobene Truppe maurischer Reiter und danach eine berittene Einheit der Schildträger in Garnison. |

## Vicus und Gräberfeld
Auf dem Gebiet der heutigen Stadt Esztergom fand sich schon früh eine große Zahl an römischen Funden, die auch auf eine größere zivile Ansiedlung hinwiesen. Bei Notgrabungen wurden im Gebiet der heutigen Wasserstadt unterhalb des Burgberges mehrfach Spuren des Lagerdorfes (Vicus) beobachtet.
Das südöstlich des Burgbergs, unter den barocken Kapitelhäusern gelegene spätrömische Gräberfeld war nach den Funden im 4. und 5. Jahrhundert belegt. Ein weiteres Gräberfeld konnte auf dem nahen Sankt-Georgsberg festgestellt werden.
Ein besonderer Fund aus dem Gräberareal kam 1890 in der Flur Bánom bei Esztergom zu Tage. Dabei wurde das zu einem Grabbau gehörende rechteckige Inschriftentafel einer jüdischen Bestattung entdeckt. Der für einen Iudatus und eine Kassia im 3. Jahrhundert n. Chr. angefertigte Stein erhielt eine einfache Ritzzeichnung des siebenarmigen Leuchters (Menora) sowie darüber die folgende lateinisch-griechische Inschrift:
Μεμορια Iudati patiri
et μεμορια Κασσιε
εὐλ(ογία)

## Nachrömische Entwicklung
Das Material der römischen Baureste auf dem Burgberg wurden mit der ungarischen Landnahme zur Errichtung mehrerer aufeinanderfolgender Gebäude wiederverwendet, die noch existierenden Grundmauern verschwanden dabei fast zur Gänze unter den neueren Bebauungsschichten. Im Frühmittelalter ließen sich Slawen in den antiken Ruinen nieder und gründeten eine befestigte Siedlung namens Strigonium. Für die Geschichte Ungarns sind heute vor allem die Grabungen an dem später hier errichteten ersten ungarischen Königspalast, zu dem eine christliche Basilika gehörte, von besonderer Bedeutung.

## Fundverbleib
Der Großteil des Fundguts vom Kastell und aus der Umgebung befindet sich heute im Burgmuseum, einer Filiale des Ungarischen Nationalmuseums sowie im Balassa-Bálint-Museum am Fuße der Burg in Esztergom.

## Denkmalschutz
Die Denkmäler Ungarns sind nach dem Gesetz Nr. LXIV aus dem Jahr 2001 durch den Eintrag in das Denkmalregister unter Schutz gestellt. Das Kastell Tokod sowie alle anderen Limesanlagen gehören als archäologische Fundstätten nach § 3.1 zum national wertvollen Kulturgut. Alle Funde sind nach § 2.1 Staatseigentum, egal an welcher Stelle der Fundort liegt. Verstöße gegen die Ausfuhrregelungen gelten als Straftat bzw. Verbrechen und werden mit Freiheitsentzug von bis zu drei Jahren bestraft.

### Allgemein
- Albin Balogh: Néhány adat Esztergom városának és vármegyének római korából (Einige Angaben zu Stadt und Komitat Esztergom während der Römerzeit). In: Esztergom Évlapjai 1934, S. 41–52.
- Sándor Soproni: Rettungsgrabungen am Donaulimes bei Esztergom (Solva). In: Die Ergebnisse der archäologischen Ausgrabungen beim Aufbau des Kraftwerkes Gabčíkovo–Nagymaros. Nové Vozokany 6.–7. Oktober 1988. Archäologischen Institut der Slowakischen Akademie der Wissenschaften, Nitra 1990, S. 43–48.
- Sándor Soproni: Neue Forschungen an der Limesstrecke zwischen Esztergom und Visegrád. In: Roman frontier studies 1979. 12th International Congress of Roman Frontier Studies. B.A.R., Oxford 1980, ISBN 0-86054-080-4, S. 671–679.
- Sándor Soproni: Der spätrömische Limes zwischen Esztergom und Szentendre. Das Verteidigungssystem der Provinz Valeria im 4. Jh. Akadémiai Kiadó, Budapest 1978.
- Sándor Soproni: Solva (Esztergom). In: Jenö Fitz (Hrsg.): Der Römische Limes in Ungarn. Fejér Megyei Múzeumok Igazgatósága, 1976.
- Zsolt Visy: The ripa Pannonica in Hungary. Akadémiai Kiadó, Budapest 2003, ISBN 963-05-7980-4, S. 46–48.
- Zsolt Visy: Der pannonische Limes in Ungarn. Theiss, Stuttgart 1988, ISBN 3-8062-0488-8, S. 67–68.

### Einzelstudien
- Márta Kelemen, Mónika Merczi: Az esztergomi Várhegy 1934–38. évi ásatásának késő kelta és római kori kerámiája. Spätkeltische und römerzeitliche Keramikfunde aus den Ausgrabungen des Esztergomer Burgberges in den Jahren 1934–38. In: Komárom-Esztergom Megyei Múzeumok Közleményei 9, 2002, S. 25–72.
- Márta Kelemen: Solva. Esztergom későrómai temetői. Die spätrömischen Gräberfelder von Esztergom. Magyar Nemzeti Múzeum, Budapest 2008, ISBN 978-963-7061-48-6.
- Péter Kovács, Barnabás Lőrincz: Altäre aus dem Auxiliarlager Solva. Neue römische Inschriften aus Komitat Komárom-Esztergom II. In: Zeitschrift für Papyrologie und Epigraphik. 179, 2011, S. 247–270.